# Primera División de España 1979-80
La temporada 1979/80 de la Primera División de España corresponde a la 49.ª edición del campeonato. El torneo se disputó del 8 de septiembre de 1979 al 18 de mayo de 1980.
El Real Madrid se proclamó campeón por tercer año consecutivo, y ganando cinco de las últimas seis ligas. De esta manera, conquistó así el trofeo en propiedad.

## Sistema de competición
La Primera División de España 1979/80 fue organizada por la Real Federación Española de Fútbol. Como en temporadas precedentes, tomaron parte dieciocho equipos de toda la geografía española, integrados en un grupo único. Siguiendo un sistema de liga, los 18 equipos se enfrentaron todos contra todos en dos ocasiones -una en campo propio y otra en campo contrario- sumando un total de 34 jornadas. El orden de los encuentros se decidió por sorteo antes de empezar la competición.
La clasificación final se estableció con arreglo a los puntos obtenidos en cada enfrentamiento, a razón de dos por partido ganado, uno por empatado y ninguno en caso de derrota. Los mecanismos para desempatar la clasificación, si al finalizar el campeonato dos equipos igualaban a puntos, fueron los siguientes:
1. El que tuviera una mayor diferencia en el goal average o promedio de goles (cociente entre goles a favor y en contra) en los enfrentamientos entre ambos.
2. Si persistera el empate, el que tuviera el mayor goal average en todos los encuentros del campeonato.

### Efectos de la clasificación
El equipo que más puntos sumó al final del campeonato fue proclamado campeón de liga y obtuvo el derecho automático a participar en la siguiente edición de la Copa de Europa.
Los tres mejores calificados, al margen de los clasificados para disputar la Copa de Europa (esto es, el campeón de Liga) y la Recopa de Europa (el campeón de la Copa del Rey), obtuvieron una plaza para participar en la Copa de la UEFA de la próxima temporada.
Por su parte, los tres últimos clasificados descendieron a Segunda División, de la que ascendieron, recíprocamente, tres equipos.

### Desarrollo del campeonato
Durante gran parte del torneo, Real Madrid y Real Sociedad rivalizaron por un campeonato que no se resolvió hasta la última jornada, cuando el Madrid venció al Athletic por 3-1 en el Bernabéu. El equipo donostiarra sorprendió a todos, pero al final le pudo la presión, perdiendo el penúltimo partido de Liga 2-1 contra el Sevilla en el Ramón Sánchez Pizjuan, cediendo tras sumar siete jornadas como líder.

## Equipos y estadios
| Equipo                              | Ciudad                     | Estadio                |
| ----------------------------------- | -------------------------- | ---------------------- |
| Agrupación Deportiva Almería        | Almería                    | Antonio Franco Navarro |
| Athletic Club                       | Bilbao                     | San Mamés              |
| Club Atlético de Madrid             | Madrid                     | Vicente Calderón       |
| Fútbol Club Barcelona               | Barcelona                  | Camp Nou               |
| Real Betis Balompié                 | Sevilla                    | Benito Villamarín      |
| Burgos Club de Fútbol               | Burgos                     | El Plantío             |
| Real Club Deportivo Español         | Barcelona                  | Sarriá                 |
| Hércules Club de Fútbol             | Alicante                   | José Rico Pérez        |
| Unión Deportiva Las Palmas          | Las Palmas de Gran Canaria | Insular                |
| Club Deportivo Málaga               | Málaga                     | La Rosaleda            |
| Agrupación Deportiva Rayo Vallecano | Madrid                     | Vallecas               |
| Real Madrid Club de Fútbol          | Madrid                     | Santiago Bernabeu      |
| Real Sociedad de Fútbol             | San Sebastián              | Atocha                 |
| Unión Deportiva Salamanca           | Salamanca                  | Helmántico             |
| Sevilla Fútbol Club                 | Sevilla                    | Ramón Sánchez-Pizjuan  |
| Real Sporting de Gijón              | Gijón                      | El Molinón             |
| Valencia Club de Fútbol             | Valencia                   | Luis Casanova          |
| Real Zaragoza                       | Zaragoza                   | La Romareda            |

## Clasificación

### Clasificación final
| Pos. | Equipo                   | Pts. | PJ | G  | E  | P  | GF | GC | Dif. | Clasificación                   |
| ---- | ------------------------ | ---- | -- | -- | -- | -- | -- | -- | ---- | ------------------------------- |
| 1    | Real Madrid C. F. (C)    | 53   | 34 | 22 | 9  | 3  | 70 | 33 | +37  | Clasifica a la Copa de Europa   |
| 2    | Real Sociedad            | 52   | 34 | 19 | 14 | 1  | 54 | 20 | +34  | Clasifica a la Copa de la UEFA  |
| 3    | Sporting de Gijón        | 39   | 34 | 16 | 7  | 11 | 47 | 34 | +13  | Clasifica a la Copa de la UEFA  |
| 4    | F. C. Barcelona          | 38   | 34 | 13 | 12 | 9  | 42 | 33 | +9   | Clasifica a la Copa de la UEFA  |
| 5    | Real Betis               | 36   | 34 | 12 | 12 | 10 | 42 | 40 | +2   |                                 |
| 6    | Valencia C. F.           | 36   | 34 | 12 | 12 | 10 | 50 | 42 | +8   | Clasifica a la Recopa de Europa |
| 7    | Athletic Club            | 35   | 34 | 15 | 5  | 14 | 52 | 44 | +8   |                                 |
| 8    | Sevilla F. C.            | 34   | 34 | 14 | 6  | 14 | 50 | 47 | +3   |                                 |
| 9    | A. D. Almería            | 33   | 34 | 11 | 11 | 12 | 41 | 50 | −9   |                                 |
| 10   | Real Zaragoza            | 33   | 34 | 13 | 7  | 14 | 43 | 40 | +3   |                                 |
| 11   | U. D. Salamanca          | 32   | 34 | 13 | 8  | 13 | 34 | 37 | −3   |                                 |
| 12   | U. D. Las Palmas         | 32   | 34 | 13 | 6  | 15 | 36 | 49 | −13  |                                 |
| 13   | Atlético de Madrid       | 31   | 34 | 10 | 11 | 13 | 38 | 44 | −6   |                                 |
| 14   | R. C. D. Español         | 30   | 34 | 9  | 12 | 13 | 28 | 37 | −9   |                                 |
| 15   | Hércules C. F.           | 28   | 34 | 8  | 12 | 14 | 36 | 39 | −3   |                                 |
| 16   | A. D. Rayo Vallecano (D) | 26   | 34 | 9  | 8  | 17 | 46 | 61 | −15  | Descenso a Segunda División     |
| 17   | Burgos C. F. (D)         | 20   | 34 | 5  | 10 | 19 | 29 | 61 | −32  | Descenso a Segunda División     |
| 18   | C. D. Málaga (D)         | 19   | 34 | 8  | 6  | 20 | 28 | 58 | −30  | Descenso a Segunda División     |

 Fuente: BDFutbol
Criterios de clasificación: Puntos · Diferencia de goles · Goles a favor · Play-off
Notas:
1. ↑  El Valencia CF se clasificó para la Recopa de Europa por ser el vigente campeón del torneo.
2. ↑  El CD Málaga no se presentó al partido de la 27ª jornada, ante la AD Almería, que debía disputarse en Algeciras por tener clausurado su estadio de La Rosaleda. La Real Federación Española de Fútbol dio el partido por perdido a los malagueños, que además fueron sancionados con la deducción de tres puntos.
3. ↑  Una vez finalizado el campeonato, el 20 de junio de 1980, el Comité de Competición de la Real Federación Española de Fútbol declaró nulo el partido de la 31ª jornada entre el CD Málaga y la UD Salamanca (0-3), por considerar que había sido amañado, y sancionó al club salmantino con la deducción de dos puntos. De este modo, la UD Salamanca finalizaba en 14ª posición con 30 puntos y con un balance de 12 victorias, 8 empates y 13 derrotas en 33 partidos disputados, sumando 34 goles a favor y 37 en contra. Sin embargo, un año más tarde, el 8 de mayo de 1981, el Comité Superior de Justicia Deportiva del Consejo Superior de Deportes revocó las sanciones por falta de pruebas.
4. ↑  EL CD Málaga fue sancionado porque no se presentó al partido de la 27ª jornada, ante la AD Almería, que debía disputarse en Algeciras por tener clausurado su estadio de La Rosaleda. La Real Federación Española de Fútbol dio el partido por perdido a los malagueños, que además fueron sancionados con la deducción de tres puntos. Por otro lado, una vez finalizado el campeonato, el 20 de junio de 1980, el Comité de Competición de la Real Federación Española de Fútbol declaró nulo el partido de la 31ª jornada entre el CD Málaga y la UD Salamanca (0-3), por considerar que había sido amañado, y sancionó al club salmantino con la deducción de dos puntos. De este modo, la UD Salamanca finalizaba en 14ª posición con 30 puntos y con un balance de 12 victorias, 8 empates y 13 derrotas en 33 partidos disputados, sumando 34 goles a favor y 37 en contra. Sin embargo, un año más tarde, el 8 de mayo de 1981, el Comité Superior de Justicia Deportiva del Consejo Superior de Deportes revocó las sanciones por falta de pruebas.

### Evolución de la clasificación
| Equipo / Jornada | 1  | 2  | 3  | 4  | 5  | 6  | 7  | 8  | 9  | 10 | 11 | 12 | 13 | 14 | 15 | 16 | 17 | 18 | 19 | 20 | 21 | 22 | 23 | 24 | 25 | 26 | 27 | 28 | 29 | 30 | 31 | 32 | 33 | 34 |
| Equipo / Jornada |    |    |    |    |    |    |    |    |    |    |    |    |    |    |    |    |    |    |    |    |    |    |    |    |    |    |    |    |    |    |    |    |    |    |
| ---------------- | -- | -- | -- | -- | -- | -- | -- | -- | -- | -- | -- | -- | -- | -- | -- | -- | -- | -- | -- | -- | -- | -- | -- | -- | -- | -- | -- | -- | -- | -- | -- | -- | -- | -- |
| Real Madrid      | 2  | 2  | 3  | 2  | 2  | 2  | 3  | 2  | 3  | 1  | 2  | 1  | 1  | 1  | 1  | 1  | 1  | 2  | 2  | 1  | 1  | 1  | 1  | 1  | 1  | 1  | 2  | 2  | 1  | 1  | 2  | 2  | 1  | 1  |
| Real Sociedad    | 7  | 4  | 5  | 5  | 4  | 4  | 4  | 4  | 2  | 2  | 1  | 2  | 2  | 2  | 2  | 2  | 2  | 1  | 1  | 2  | 2  | 2  | 2  | 2  | 2  | 2  | 1  | 1  | 2  | 2  | 1  | 1  | 2  | 2  |
| Sporting         | 4  | 3  | 1  | 1  | 1  | 1  | 1  | 1  | 1  | 3  | 3  | 3  | 3  | 3  | 3  | 3  | 3  | 3  | 3  | 3  | 3  | 3  | 3  | 3  | 3  | 3  | 3  | 3  | 3  | 3  | 3  | 3  | 3  | 3  |
| Barcelona        | 9  | 5  | 6  | 7  | 9  | 6  | 10 | 7  | 7  | 7  | 10 | 7  | 10 | 7  | 7  | 11 | 9  | 7  | 7  | 11 | 9  | 10 | 8  | 9  | 8  | 8  | 9  | 8  | 7  | 6  | 6  | 4  | 4  | 4  |
| Real Betis       | 14 | 18 | 17 | 17 | 17 | 18 | 18 | 18 | 18 | 18 | 18 | 17 | 18 | 17 | 18 | 17 | 17 | 16 | 15 | 15 | 13 | 11 | 10 | 8  | 7  | 7  | 7  | 7  | 9  | 7  | 9  | 7  | 7  | 5  |
| Valencia         | 17 | 14 | 13 | 14 | 16 | 10 | 12 | 10 | 8  | 5  | 7  | 4  | 4  | 4  | 4  | 4  | 4  | 4  | 4  | 4  | 4  | 4  | 4  | 4  | 5  | 4  | 5  | 4  | 4  | 4  | 5  | 6  | 5  | 6  |
| Athletic Club    | 12 | 17 | 18 | 18 | 18 | 17 | 17 | 16 | 16 | 12 | 9  | 11 | 9  | 11 | 10 | 9  | 7  | 5  | 5  | 6  | 8  | 5  | 7  | 6  | 6  | 5  | 6  | 6  | 5  | 5  | 4  | 5  | 6  | 7  |
| Sevilla          | 13 | 7  | 10 | 6  | 6  | 9  | 6  | 8  | 9  | 11 | 6  | 10 | 6  | 9  | 6  | 10 | 8  | 6  | 6  | 5  | 7  | 9  | 12 | 12 | 10 | 9  | 8  | 9  | 8  | 9  | 10 | 11 | 8  | 8  |
| Salamanca        | 5  | 6  | 4  | 4  | 3  | 3  | 2  | 3  | 4  | 4  | 4  | 5  | 7  | 5  | 8  | 6  | 11 | 12 | 13 | 12 | 10 | 12 | 13 | 14 | 14 | 12 | 13 | 13 | 12 | 13 | 12 | 12 | 9  | 9  |
| Almería          | 18 | 11 | 8  | 10 | 13 | 12 | 15 | 14 | 17 | 14 | 16 | 14 | 15 | 15 | 15 | 15 | 15 | 15 | 14 | 14 | 15 | 14 | 15 | 13 | 16 | 13 | 12 | 12 | 13 | 12 | 14 | 13 | 10 | 10 |
| Zaragoza         | 10 | 13 | 16 | 11 | 15 | 16 | 16 | 15 | 12 | 10 | 8  | 6  | 8  | 6  | 9  | 8  | 6  | 10 | 10 | 10 | 12 | 13 | 11 | 11 | 12 | 11 | 11 | 10 | 11 | 11 | 11 | 9  | 12 | 11 |
| Las Palmas       | 16 | 9  | 15 | 9  | 12 | 8  | 8  | 6  | 6  | 9  | 5  | 9  | 5  | 8  | 5  | 7  | 5  | 8  | 9  | 7  | 6  | 6  | 5  | 5  | 4  | 6  | 4  | 5  | 6  | 8  | 7  | 8  | 11 | 12 |
| At. Madrid       | 3  | 10 | 7  | 8  | 8  | 7  | 7  | 11 | 14 | 16 | 14 | 15 | 13 | 13 | 14 | 14 | 14 | 11 | 11 | 9  | 11 | 7  | 6  | 7  | 9  | 10 | 10 | 11 | 10 | 10 | 8  | 10 | 13 | 13 |
| RCD Español      | 1  | 1  | 2  | 3  | 5  | 5  | 5  | 5  | 5  | 8  | 11 | 13 | 14 | 14 | 12 | 6  | 10 | 9  | 8  | 8  | 5  | 8  | 9  | 10 | 11 | 14 | 14 | 15 | 14 | 14 | 13 | 14 | 15 | 14 |
| Hércules         | 11 | 15 | 11 | 12 | 10 | 13 | 11 | 13 | 13 | 15 | 13 | 12 | 12 | 12 | 13 | 13 | 13 | 14 | 12 | 13 | 14 | 15 | 14 | 15 | 13 | 16 | 15 | 16 | 16 | 16 | 16 | 15 | 14 | 15 |
| Rayo             | 6  | 8  | 14 | 15 | 11 | 14 | 13 | 9  | 10 | 6  | 12 | 8  | 11 | 10 | 11 | 12 | 12 | 13 | 16 | 16 | 17 | 16 | 17 | 16 | 15 | 15 | 16 | 14 | 15 | 15 | 15 | 16 | 16 | 16 |
| Burgos           | 8  | 12 | 9  | 16 | 14 | 15 | 14 | 17 | 15 | 17 | 17 | 18 | 16 | 16 | 16 | 16 | 16 | 17 | 17 | 17 | 16 | 17 | 18 | 18 | 18 | 17 | 17 | 17 | 17 | 17 | 17 | 17 | 17 | 17 |
| Málaga           | 15 | 16 | 12 | 13 | 7  | 11 | 9  | 12 | 11 | 13 | 15 | 16 | 17 | 18 | 17 | 18 | 18 | 18 | 18 | 18 | 18 | 18 | 16 | 17 | 17 | 18 | 18 | 18 | 18 | 18 | 18 | 18 | 18 | 18 |

## Resultados
| Local \ Visitante  | ALM | ATH | ATM | BAR | BET | BUR | ESP | HER | LAS | MAL | RAY | RMA | RSO | SAL | SEV | SPO | VAL | ZAR |
| ------------------ | --- | --- | --- | --- | --- | --- | --- | --- | --- | --- | --- | --- | --- | --- | --- | --- | --- | --- |
| A. D. Almería      | —   | 4–2 | 2–1 | 1–1 | 1–1 | 2–0 | 1–1 | 2–0 | 3–0 | 3–2 | 3–3 | 1–1 | 0–0 | 2–0 | 2–2 | 0–0 | 1–0 | 1–0 |
| Athletic Club      | 3–0 | —   | 2–1 | 2–1 | 2–2 | 1–0 | 2–0 | 2–1 | 3–0 | 3–1 | 4–1 | 3–0 | 0–1 | 2–0 | 4–3 | 2–3 | 4–0 | 3–1 |
| Atlético de Madrid | 4–1 | 0–1 | —   | 2–1 | 3–1 | 1–0 | 1–1 | 2–1 | 0–0 | 0–0 | 2–1 | 1–1 | 1–1 | 0–1 | 3–2 | 1–3 | 0–1 | 3–0 |
| F. C. Barcelona    | 2–0 | 1–0 | 1–0 | —   | 5–0 | 1–0 | 3–1 | 2–0 | 1–0 | 3–0 | 2–1 | 0–2 | 0–0 | 0–0 | 0–0 | 0–0 | 2–1 | 2–0 |
| Real Betis         | 0–0 | 0–0 | 0–0 | 2–1 | —   | 3–1 | 2–0 | 2–0 | 3–0 | 2–1 | 1–2 | 2–3 | 1–1 | 2–0 | 4–0 | 1–0 | 3–0 | 1–0 |
| Burgos C. F.       | 2–1 | 1–1 | 1–1 | 0–0 | 1–1 | —   | 0–0 | 1–1 | 2–2 | 1–0 | 1–1 | 1–2 | 1–3 | 2–0 | 1–0 | 0–3 | 1–1 | 0–1 |
| R. C. D. Español   | 5–2 | 0–0 | 0–1 | 2–0 | 0–0 | 1–0 | —   | 0–0 | 0–1 | 1–1 | 1–0 | 0–0 | 1–2 | 1–1 | 1–0 | 1–0 | 1–1 | 2–0 |
| Hércules C. F.     | 4–0 | 2–1 | 2–3 | 1–1 | 1–1 | 3–0 | 0–1 | —   | 1–0 | 1–0 | 2–2 | 0–0 | 0–0 | 4–0 | 0–1 | 1–1 | 1–1 | 3–1 |
| U. D. Las Palmas   | 3–2 | 1–1 | 4–2 | 0–1 | 1–0 | 2–1 | 1–0 | 2–1 | —   | 1–1 | 3–0 | 1–2 | 2–2 | 1–0 | 2–0 | 4–2 | 2–1 | 0–0 |
| C. D. Málaga       | –   | 1–0 | 1–0 | 0–0 | 1–0 | 3–1 | 1–2 | 0–2 | 1–0 | —   | 1–3 | 1–4 | 0–0 | 0–3 | 2–1 | 0–3 | 2–1 | 1–1 |
| Rayo Vallecano     | 1–2 | 2–1 | 4–1 | 0–0 | 0–1 | 5–2 | 2–2 | 2–1 | 1–0 | 5–1 | —   | 1–2 | 1–1 | 1–2 | 1–1 | 1–2 | 1–0 | 0–1 |
| Real Madrid C. F.  | 4–1 | 3–1 | 4–0 | 3–2 | 1–1 | 2–1 | 2–0 | 5–0 | 3–1 | 2–1 | 7–0 | —   | 2–2 | 2–0 | 2–0 | 1–0 | 3–1 | 3–2 |
| Real Sociedad      | 1–0 | 4–0 | 2–0 | 4–3 | 0–0 | 2–2 | 1–0 | 1–1 | 1–0 | 3–1 | 4–0 | 4–0 | —   | 1–0 | 2–0 | 4–1 | 0–0 | 2–1 |
| U. D. Salamanca    | 2–1 | 2–1 | 1–1 | 1–1 | 3–0 | 1–3 | 2–0 | 2–1 | 2–0 | 3–0 | 3–0 | 1–1 | 0–1 | —   | 2–1 | 0–1 | 1–1 | 0–1 |
| Sevilla F. C.      | 3–1 | 3–1 | 2–2 | 3–1 | 2–1 | 6–1 | 2–1 | 2–1 | 0–1 | 3–1 | 1–1 | 1–1 | 2–1 | 2–0 | —   | 1–0 | 2–1 | 2–1 |
| Sporting de Gijón  | 1–0 | 2–0 | 0–0 | 4–1 | 3–1 | 2–0 | 2–0 | 0–0 | 4–1 | 0–1 | 1–0 | 1–1 | 0–1 | 0–0 | 2–1 | —   | 4–2 | 1–4 |
| Valencia C. F.     | 1–1 | 2–0 | 2–1 | 1–1 | 2–2 | 3–1 | 5–1 | 0–0 | 4–0 | 3–1 | 2–1 | 2–0 | 0–0 | 2–2 | 2–1 | 3–1 | —   | 3–0 |
| Real Zaragoza      | 0–0 | 1–0 | 0–0 | 2–2 | 5–1 | 5–0 | 1–1 | 1–0 | 4–0 | 3–1 | 3–2 | 0–1 | 0–2 | 1–2 | 1–0 | 1–0 | 1–1 | —   |

## Máximos goleadores (Trofeo Pichichi)
| Pos. | Jugador                 | Equipo                 | Goles | Partidos |
| ---- | ----------------------- | ---------------------- | ----- | -------- |
| 1º   | Enrique Castro, 'Quini' | Real Sporting de Gijón | 24    | 34       |
| 2º   | Carlos Santillana       | Real Madrid            | 23    | 33       |
| 3º   | Mario Alberto Kempes    | Valencia CF            | 22    | 32       |
| 4º   | Dani                    | Athletic Club          | 21    | 32       |
| 5º   | Fernando Morena         | Rayo Vallecano         | 21    | 34       |
| 6º   | 'Pichi' Alonso          | Real Zaragoza          | 20    | 33       |
| 7º   | Rafa Marañón            | RCD Español            | 17    | 29       |
|      | Jesús María Satrústegui | Real Sociedad          | 17    | 32       |
| 9º   | Daniel Bertoni          | Sevilla FC             | 16    | 32       |
|      | Héctor Scotta           | Sevilla FC             | 16    | 26       |